# Zegriades maculicollis
Zegriades maculicollis är en skalbaggsart som beskrevs av Masaki Matsushita 1933. Zegriades maculicollis ingår i släktet Zegriades och familjen långhorningar.
Artens utbredningsområde är Taiwan. Inga underarter finns listade i Catalogue of Life.